# CRADLE (White Eye Detector)
CRADLE (Computer Assisted Detector of LEukocoria) és una aplicació mòbil de salut. Va ser dissenyada per detectar leucocòria o també coneguda com el símptoma de ulls blancs. L'aplicació va ser creada el 2014 pels investigadors Bryan F. Shaw, professor associat de química i bioquímica de la Universitat Baylor i Gregory Hamerly, professor associat de ciències de la computació de la Universitat Baylor.
Està disponible per a dispositius Android i IOS.

## Funcionament
L'aplicació funciona mitjançant un programari basat en un conjunt de xarxes neuronals convolucionals entrenat per detectar signes de leucocòria: l'aparició d'un reflex blanc a la pupil·la de l'ull relacionat amb trastorns oculars. L'aplicació no determina el tipus de malaltia ocular, sinó el signe clínic de pupil·la blanca que és símptoma d'aquestes.
El sistema es va provar amb 53.000 fotografies de 40 nens diferents, la meitat dels quals tenia els ulls sans i l'altra meitat havia estat diagnosticada de leucocòria. Les fotografies de cada nen comprenen des del seu naixement fins a diversos anys, el que permet a el sistema determinar a quina edat es va desenvolupar la malaltia. De el 80% dels nens amb trastorns oculars, l'aplicació va detectar Leucocòria en fotografies preses 1.3 anys abans de el diagnòstic mèdic segons l'estudi de la revista Science Advances.
El programari també funciona en retrats adults, però és particularment útil en nens i nadons per poder diagnosticar malalties oculars que es desenvolupen a primerenca edat com el retinoblastoma.

## Història
L'aplicació va ser creada a partir de l'experiència personal de Shaw amb el seu fill Noah, qui va desenvolupar retinoblastoma i va perdre un ull a causa d'aquest. El tumor li va ser diagnosticat als 4 mesos d'edat però Shaw va notar que les primeres fotografies preses a Noah ja presentaven signes visuals que podrien haver-li ajudat a detectar el seu càncer prèviament.
Es va llançar el 2014 per a dispositius IOS i el 2015 per Android. L'any 2019 va aconseguir més de 100.000 descàrregues a Google Play.

## Efectivitat
L'estudi realitzat a l'octubre de 2019 per la revista Science Advances va determinar que «l'efectivitat dels exàmens físics tradicionals és limitada, els signes de retinoblastoma mitjançant la detecció de leucocòria era només de el 8%, mentre que la sensibilitat de CRADLE per a nens de 2 anys i menors va superar el 80% ». Els investigadors van trobar que l'aplicació CRADLE és més efectiva simplement per l'amplitud i freqüència de les seves mides de mostra: fotos familiars quotidianes, segons l'estudi. Donada la quantitat de fotos preses per familiars i amics i la varietat d'entorns, hi ha una varietat d'oportunitats perquè la llum es reflecteixi en les lesions oculars, independentment de la seva ubicació a l'ull.
A mesura que l'algoritme de l'aplicació s'ha tornat més sofisticat, la seva capacitat per detectar fins i tot casos lleus de leucocòria ha millorat. L'aplicació ha aconseguit detectar leucocòria associada amb altres trastorns oculars com la cataracta o la Malaltia de Coats.
El 2019 Shaw va dir per a un article de la Universitat Baylor que estan tornant a entrenar l'algoritme amb estudiants universitaris de Baylor i que actualment etiqueten i classifiquen al voltant de 100.000 fotos addicionals. Va dir que també estan buscant característiques addicionals per reduir les deteccions de falsos positius.